# Rich AJAX Platform
Rich AJAX Platform (RAP) — это проект разрабатывающийся в рамках проекта Eclipse Technology Project и являющийся свободным программным обеспечением, позволяя разработчикам создавать приложения Rich Internet Application с использованием технологии AJAX и использованием модели разработки Eclipse для создания плагинов с использованием Java API. Rich AJAX Platform является аналогом фреймворка Rich Client Platform для веб-разработки. Его API очень похож на API Rich Client Platform и поэтому разработчики, имеющие опыт работы с RCP, могут использовать свои знания для разработки веб-приложений. RAP стимулирует обмен и повторное использование исходного кода между RCP и RAP-приложениями, позволяя упростить разработку приложений работающих на клиентской машине и имеющих веб-интерфейс.

## Пример
Пример приложения «Hello World» с использованием Rich AJAX Platform:
```
// Hello World in RAP

public
 
Text
 
txt
;

public
 
Display
 
createUI
()
 
{

	
Display
 
display
 
=
 
new
 
Display
();

		

	
Shell
 
shell
 
=
 
new
 
Shell
(
display
);

	
shell
.
setSize
(
320
,
 
240
);

		

	
txt
 
=
 
new
 
Text
(
shell
,
 
SWT
.
SIMPLE
);

	
txt
.
setLocation
(
shell
.
getClientArea
().
x
 
+
 
10
,
 
shell
.
getClientArea
().
y
 
+
 
40
);

		

	
Button
 
button
 
=
 
new
 
Button
(
shell
,
 
SWT
.
PUSH
);

	
button
.
setText
(
"Hello World!"
);

	
button
.
setBounds
(
shell
.
getClientArea
().
x
 
+
 
10
,
 
shell
.
getClientArea
().
y
 

                
+
 
10
,
 
shell
.
getClientArea
().
width
 
-
 
20
,
 
20
);
 

	
button
.
addSelectionListener
(
new
 
SelectionListener
(){

		
public
 
void
 
widgetDefaultSelected
(
SelectionEvent
 
e
)
 
{
	

		
}

		
public
 
void
 
widgetSelected
(
SelectionEvent
 
e
)
 
{

			
txt
.
setText
(
"Hello World!"
);

		
}

	
});

		

	
shell
.
open
();

	
return
 
display
;

}

```